# Charles Cavendish (3e baron Chesham)
Pour les articles homonymes, voir Charles Cavendish.
Charles Compton William Cavendish, 3e baron Chesham (13 décembre 1850 - 9 novembre 1907), est un militaire britannique, courtisan et homme politique conservateur. Il est le dernier maître des Buckhounds sous Lord Salisbury de 1900 à 1901.

## Jeunesse
Membre de la famille Cavendish dirigée par le duc de Devonshire, il est le fils aîné de William Cavendish (2e baron Chesham) et de son épouse Henrietta Frances Lascelles, fille de William Lascelles. Il fait ses études au Collège d'Eton. 

## Carrière politique
Lord Chesham prend son siège à la Chambre des lords à la mort de son père en 1882. 
En novembre 1900, il est nommé maître des Buckhounds sous Lord Salisbury. Cependant, comme Chesham sert en Afrique du Sud, Lord Churchill est nommé pour agir en tant que maître des Buckhounds en son absence. Il reste en place jusqu'à la suppression du poste l'année suivante. Il est admis au Conseil privé en juillet 1901 et est également Lord de la chambre à coucher du prince de Galles (futur roi George V) de 1901 à 1907. 

## Carrière militaire

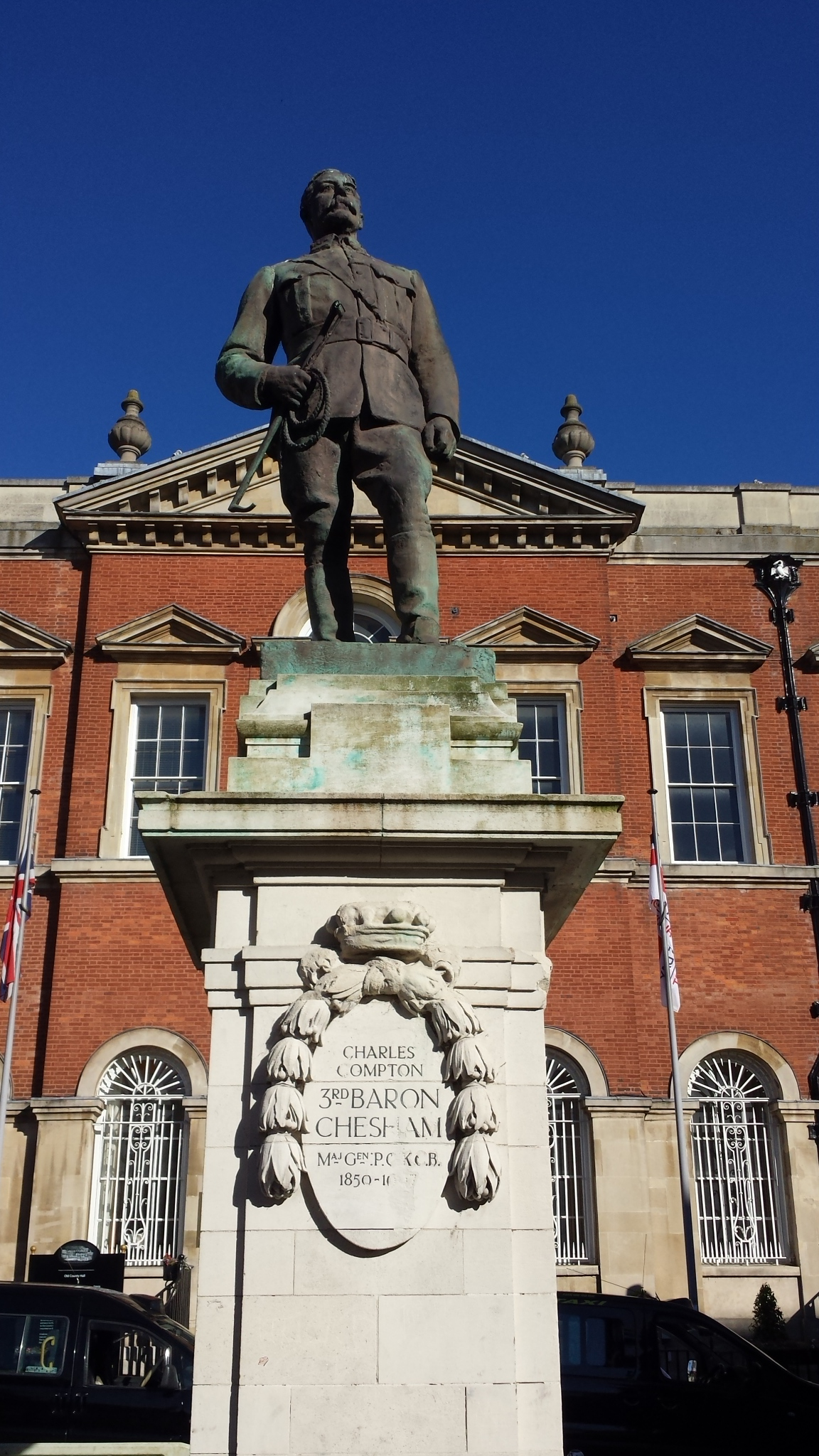
Compton 3e baron Chesham, statue dans le centre-ville d'Aylesbury photographiée en 2018

Il entre dans les Coldstream Guards en 1870. Trois ans plus tard, il rejoint le 10th Royal Hussars en tant que capitaine et en 1878 rejoint le 16th The Queen's Lancers. Il est nommé lieutenant-colonel du Royal Buckinghamshire Hussars Yeomanry à partir de 1889. En janvier 1900, il est nommé commandant du 10e bataillon de la Yeomanry impériale (qui comprend des compagnies du Buckinghamshire, du Berkshire et de l'Oxfordshire), servant dans la seconde guerre des Boers et reçoit le grade temporaire de colonel dans l'armée. Il quitte Southampton à bord du SS Norman au début de février 1900 et arrive en Afrique du Sud le mois suivant. 
Plus tard dans l'année, il est promu général de brigade et, en novembre 1900, il est nommé chevalier commandant de l'Ordre du bain (KCB) pour ses services (il est investi par le roi Édouard VII à Marlborough House le 25 juillet 1901 lors d'un brève visite à Londres). À partir de 1901, il est inspecteur général de la Yeomanry impériale en Afrique du Sud, avec le grade local de major-général. Il renonce à sa commission et obtient le grade honorifique de major-général de l'armée le 22 janvier 1902 quittant l'Afrique du Sud le mois suivant par le vapeur RMS Château de Kinfauns. Après son retour au Royaume-Uni, il est nommé, fin avril 1902, inspecteur général de la milice impériale (au quartier général de l'armée) avec le grade temporaire de major-général pendant son emploi. 
Lord Chesham est nommé colonel honoraire du Buckinghamshire Imperial Yeomanry (Royal Bucks Hussars) le 19 mars 1902. Sa statue en bronze est sur la place du marché à Aylesbury, Buckinghamshire, a le statut de monument classé Grade II.

## Famille

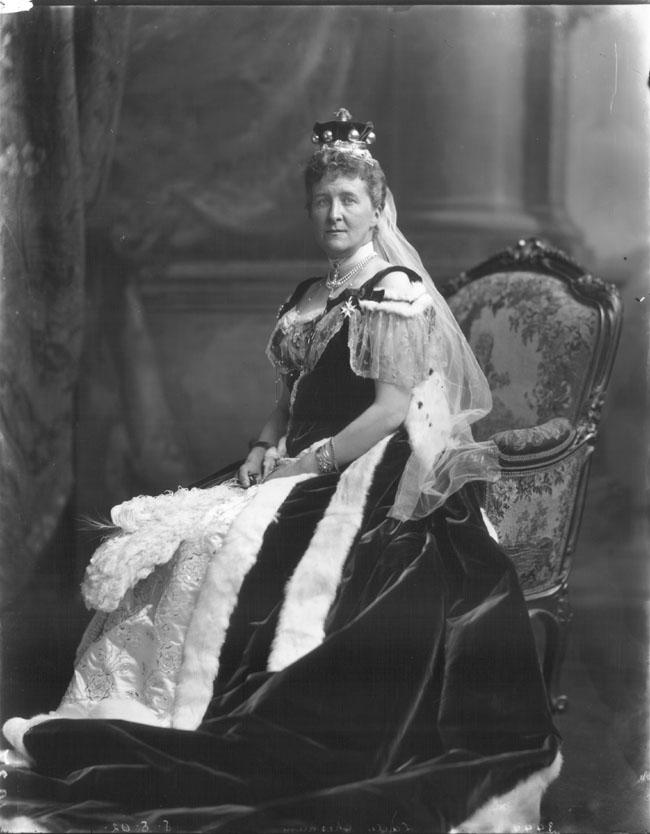
Béatrice (Constance), baronne Chesham, photographiée le 8 août 1902

Lord Chesham épouse, en 1877, sa cousine germaine Beatrice Constance Grosvenor (1858–1911), deuxième fille de Hugh Grosvenor (1er duc de Westminster). Ils ont deux fils et deux filles: 
- Charles William Hugh Cavendish (13 septembre 1878 - 11 juin 1900), sous-lieutenant dans les 17e Lancers, tué au combat près de Pretoria pendant la seconde guerre des Boers
- Lilah Constance Cavendish (20 mars 1884 - 27 avril 1944), mariée en 1903 à Mervyn Manningham-Buller (en), 3e baronnet (1876-1956), mère de Reginald Manningham-Buller (1er vicomte Dilhorne)
- Marjorie Beatrice Cavendish (18 septembre 1888-2 juillet 1897)
- John Compton Cavendish, 4e baron Chesham (13 juin 1894 - 26 avril 1952)

Lady Chesham rejoint son mari en Afrique du Sud au début des années 1900. Elle est nommée Dame de grâce de l'Ordre de Saint-Jean (DStJ) en juillet 1901 et, en décembre de la même année, reçoit la décoration de la Croix rouge royale (RRC) pour ses services à l'hôpital impérial Yeomanry pendant la guerre des Boers. 
Lord Chesham est tué en novembre 1907 après un accident de chasse au renard près de Daventry. Il est éjecté de son cheval et subi une luxation du cou. Son fils John, alors âgé de 13 ans, lui succède. Après sa mort, en 1910, Lady Chesham se remarie avec John Alexander Moncreiffe, fils de Thomas Moncreiffe, 7e baronnet. 